# Rasa de la Font del Forn
La Rasa de la Font del Forn és un torrent afluent per l'esquerra del Riu del Coll de Jouet, tributari de l'Aigua d'Ora.

## Municipis que travessa
Des del seu naixement, la Rasa de la Font del Forn travessa successivament els següents termes municipals.

## Xarxa hidrogràfica
La xarxa hidrogràfica de la Rasa de la Font del Forn està integrada per un total de 6 cursos fluvials. D'aquests, 5 són subsidiaris de 1r nivell.
La totalitat de la xarxa suma una longitud de 3.002 m. dels quals 2.697 metres transcorren pel terme municipal de Capolat i els 305 metres restants ho fan pel terme municipal de Navès